# Araneus minutalis
Araneus minutalis är en spindelart som först beskrevs av Simon 1889.  Araneus minutalis ingår i släktet Araneus och familjen hjulspindlar. Inga underarter finns listade i Catalogue of Life.